# Maria Hirvi-Ijäs
Maria Sylvia Hirvi-Ijäs, född 27 januari 1962 i Eskilstuna, är en svensk konstvetare och kritiker. 
Hirvi-Ijäs är filosofie doktor i konstvetenskap. Hon har arbetat som utställningscurator på Kiasma, Museet för Nutidskonst i Helsingfors (1994–2002), som professor i konstens teori och idéhistoria på Kungliga Konsthögskolan i Stockholm (2005-2007) samt som rektor vid Bildkonstakademin i Helsingfors (2007-2009)  